# Typhlops giadinhensis
Typhlops giadinhensis este o specie de șerpi din genul Typhlops, familia Typhlopidae, descrisă de Bourret 1937. Conform Catalogue of Life specia Typhlops giadinhensis nu are subspecii cunoscute.